# Clot de l'Hospital
El Clot de l'Hospital és un jaciment arqueològic al terme municipal de Roquetes (Baix Ebre), inclòs a l'Inventari del Patrimoni Arqueològic i Paleontològic de Catalunya.
Es remunta a 15.000 anys aC i a la comarca del Està enclotat, enmig dels Ports, vora un torrent que en temps de pluges o quan ve la fosa de les neus baixa amb molta força. Es troba gairebé enfront de la cova del Vidre, on també es conserven vestigis arqueològics. Pel que fa a la cronologia, només s'esmenta que és paleolític, sense aprofundir gaire més. Avui en dia l'abric és utilitzat com a refugi del bestiar.
Fou el F. Esteve Gálvez qui, pels anys quaranta, va realitzar els primers sondeigs en aquest abric del Clot i va tornar-hi en altres ocasions, d'una manera esporàdica; tanmateix, els resultats d'aquestes primeres intervencions romanen inèdits. Reconeguda la importància dels materials i sobretot donada la seva provinença d'un context estratigràfic que permetia un estudi comparatiu amb altres elements, es va iniciar el 1984 una nova intervenció a fi d'obtenir tota la informació possible sobre el jaciment.
Dispers per tot el jaciment hi ha ossos, carbons i ascles i peces retocades de sílex treballades. Deguda a l'horitzontalitat de l'estrat arqueològic, es fa especialment evident la poca continuïtat dels materials, segons sembla a una inclinació de l'estructura del jaciment cap al fons de l'abric. A l'hora d'efectuar l'estudi tipològic de la indústria lítica, s'ha de tenir en compte que es tracta d'un material recuperat en les tasques de neteja de la cavitat, així com recuperades al garbellar les terres acumulades al costat del tall. No obstant això, aporta unes dades interessants, ja que permeté confirmar l'existència d'un jaciment arqueològic, i de la seva cronologia. Es van poder recuperar dos gratadors simples sobre ascla, un gratador circular, un altre sobre làmina i dos dobles. Pel que fa als burins, només es va trobar un; en canvi, de llaminites amb vora abatuda unes 33. En conjunt, les restes òssies són bastant abundants, encara que molt fragmentades i estellades. N'hi ha molts de cremats. Entre els determinables es troben dents, vèrtebres, costelles, astràgals i altres ossos de les extremitats, tots ells del gènere Capra.